# Santeri Hostikka
Santeri Hostikka (Järvenpää, 30 settembre 1997) è un calciatore finlandese, centrocampista dell'HJK.

## Caratteristiche tecniche
Ala veloce e abile nel dribbling, con doti di assist-man, ha dichiarato di ispirarsi a Robinho.

## Carriera

### Club
Cresciuto con JäPS e PKKU, il 4 febbraio 2016 passa al Lahti, con cui disputa tre stagioni da titolare, vincendo una Coppa di Lega.
Il 19 dicembre 2018, in scadenza di contratto, viene tesserato dal Pogoń Stettino, con cui si lega fino al 2022; successivamente torna a giocare nella prima divisione finlandese, con l'HJK.

### Nazionale
Ha giocato nelle nazionali giovanili finlandesi Under-19, Under-20 ed Under-21.
Nel 2021 ha esordito nella nazionale maggiore finlandese.

## Statistiche

### Presenze e reti nei club
Statistiche aggiornate al 31 agosto 2020.
| Stagione              | Squadra               | Campionato            | Campionato | Campionato | Coppe nazionali | Coppe nazionali | Coppe nazionali | Coppe continentali | Coppe continentali | Coppe continentali | Altre coppe | Altre coppe | Altre coppe | Totale | Totale | Totale |
| Stagione              | Squadra               | Comp                  | Pres       | Reti       | Comp            | Pres            | Reti            | Comp               | Pres               | Reti               | Comp        | Pres        | Reti        | Pres   | Reti   |        |
| --------------------- | --------------------- | --------------------- | ---------- | ---------- | --------------- | --------------- | --------------- | ------------------ | ------------------ | ------------------ | ----------- | ----------- | ----------- | ------ | ------ | ------ |
| 2016                  | Lahti                 | VL                    | 29         | 4          | CF+LC           | 2+6             | 1+1             | -                  | -                  | -                  | -           | -           | -           | 37     | 6      |        |
| 2017                  | Lahti                 | VL                    | 30         | 3          | CF              | 4               | 1               | -                  | -                  | -                  | -           | -           | -           | 34     | 4      |        |
| 2018                  | Lahti                 | VL                    | 28         | 4          | CF              | 6               | 2               | UEL                | 2                  | 0                  | -           | -           | -           | 36     | 6      |        |
| Totale Lahti          | Totale Lahti          | Totale Lahti          | 87         | 11         |                 | 18              | 5               |                    | 2                  | 0                  |             | -           | -           | 107    | 16     |        |
| gen.-giu. 2019        | Pogoń Stettino        | EK                    | 8          | 0          | CP              | -               | -               | -                  | -                  | -                  | -           | -           | -           | 8      | 0      |        |
| 2019-2020             | Pogoń Stettino        | EK                    | 27         | 1          | CP              | 0               | 0               | -                  | -                  | -                  | -           | -           | -           | 27     | 1      |        |
| 2020-2021             | Pogoń Stettino        | EK                    | 1          | 0          | CP              | 0               | 0               | -                  | -                  | -                  | -           | -           | -           | 1      | 0      |        |
| Totale Pogoń Stettino | Totale Pogoń Stettino | Totale Pogoń Stettino | 36         | 1          |                 | 0               | 0               |                    | -                  | -                  |             | -           | -           | 36     | 1      |        |
| Totale carriera       | Totale carriera       | Totale carriera       | 123        | 12         |                 | 18              | 5               |                    | 2                  | 0                  |             | -           | -           | 143    | 17     |        |

## Palmarès

### Club

#### Competizioni nazionali
- Liigacup: 2

Lahti: 2016
HJK: 2023
- Campionato finlandese: 2

HJK: 2022, 2023